# Иван Ярославич
Иван Ярославич (ок. 1280—1327, Золотая орда) — пронский князь (1299—1308), великий князь рязанский (1308—1327), сын великого князя Ярослава Романовича.

## Биография
Занял рязанский стол, предположительно, в 1308 году после убийства в Орде своего двоюродного брата Василия.
Однако, существует другая версия, по которой наследником убитого в московской тюрьме Константина Романовича был не Василий Константинович, а Ярослав Константинович.
Иван упоминается в качестве рязанского князя в 1320 году в связи с удачным походом на него Юрия Даниловича Московского и Владимирского. Вероятно до битвы дело не дошло и князья примирились.
Летописи неясно говорят об убийстве Ивана в 1327 году (или в 1326).
По одним летописям Иван Ярославич убит во время похода татар с Иваном Калитой с целью наказания тверских князей за убийство Щелкана.
По другим Иван Ярославич был убит татарами в Орде.
Рязанский престол по его смерти наследовал его сын, Иван Иванович Коротопол.

## Семья
Отец: Ярослав Романович (ок. 1258—1299) — князь пронский (1270—1294), великий князь рязанский (1294—1299).
Мать: Феодора
Супруга: Василиса
Дети:
- Иван Коротопол (ок. 1305—1343) — великий князь рязанский (1327—1343).
- Ольга — жена князя Станислава Киевского.